# Felipe de Luxemburgo
Felipe de Luxemburgo, en francés Philippe de Luxembourg (Francia, 1445 - Le Mans, 2 de junio de 1519) fue un eclesiástico francés, obispo de Le Mans, Thérouanne, Saint-Pons-de-Thomières y Arras, abad comendatario, cardenal de SS. Marcelino y Pietro durante el pontificado de Alejandro VI, de Albano y Frascati durante el de Julio II y legado en Francia durante el de León X.

## Biografía

### Familia
Nacido en el seno de la rama francesa de la Casa de Luxemburgo, Philippe fue el último de los seis hijos de Thibault de Luxemburgo y Philippine de Melun.   Su padre fue señor de Fiennes y de Armentières, hijo de Pedro de Luxemburgo, conde de Saint-Pol, y de Margarita del Balzo, de la nobleza napolitana. 
Su madre procedía de la casa de Melun, que eran vizcondes de Gante y señores de Antoing, Épinoy, Rosny y Beaussart.
Tras la muerte de su madre cuando Philippe tenía tres años de edad, su padre entró en religión; fue abad de Ligny y de Orcamp y desde 1465 obispo de Le Mans.  

### Obispo de Le Mans
Antes de morir en 1477, su padre renunció a la diócesis de Le Mans en su favor, («según el abuso de aquellos tiempos») que regentó durante casi todo el resto de su vida.  
Como representante del clero de Maine, asistió a los estados generales de Tours de 1484 convocados por la regente Ana de Beaujeu tras la muerte del rey Luis XI de Francia para conseguir el apoyo de la nobleza contra las aspiraciones del duque de Orleans.

### Cardenal
En 1494 el rey Carlos VIII de Francia alegó sus derechos de sucesión sobre el trono de Nápoles para iniciar la primera guerra italiana.  A su paso por Roma al frente de su ejército, en enero de 1495 se entrevistó con el papa Alejandro VI, que se vio obligado a hacer ciertas concesiones al rey, entre ellas la creación como cardenales de Guillaume Briçonnet y Felipe de Luxemburgo. Este último recibió el título de SS. Marcelino y Pedro, vacante por la muerte de Bernardino de Carvajal.
Elegido obispo de Thérouanne desde 1496, entre 1498-99 fue uno de los tres jueces, junto con el obispo de Autun Louis d'Amboise y el de Ceuta Fernando de Almeida, que dirigieron la instrucción canónica para el divorcio de Luis XII y Jeanne de Valois.
En 1507 cedió la diócesis de Le Mans a su sobrino François, pero fallecido éste en 1509, volvió a ocupar la sede.  También en 1509 fue nombrado obispo de Saint-Pons-de-Thomières, sede de la que había sido titular su sobrino, que mantuvo hasta 1511.
Cardenal protopresbítero desde 1508, el año siguiente optó por el orden de los cardenales obispos, recibiendo el título de Albano.  
Era ya cardenal de Frascati  cuando en mayo de 1511 los cardenales Carvajal, Borgia, Briçonnet, Prie y Sanseverino, con el apoyo de Luis XII de Francia y Maximiliano I de Habsburgo, organizaron el Concilio de Pisa con la intención de deponer al papa.  El nombre de Felipe de Luxemburgo apareció como uno de los firmantes de la convocatoria al concilio, al igual que los de Carlo del Carretto y Adriano Castellesi, pero estos tres últimos protestaron que su mención se había hecho sin su conocimiento, y el asunto no tuvo repercusiones.
En 1516 permutó con su tío François de Melun su sede de Thérouanne con la de Arras.  
En distintos momentos de su vida fue también abad comendatario de los monasterios de Jumièges, Saint-Vincent du Mans, Saint-Martin de Sées y Entremont.
Julio II le nombró legado en Francia, cargo que fue confirmado por León X.

### Muerte
Falleció en Le Mans el día de la Ascensión de 1519 a los setenta y cuatro años de edad.  Tras el funeral celebrado por el obispo de Lisieux Jean Le Veneur, su cuerpo fue sepultado junto al de su padre en la Catedral de Le Mans; su corazón fue depositado junto al de su sobrino en el coro de la iglesia de la abadía de Saint-Vincent de la misma ciudad.
Fue incluido en el martirologio galicano por algunos hechos milagrosos ocurridos junto a su tumba, que resultó destruida por los hugonotes durante las guerras de religión de Francia,